# Турецкий десант в Крыму
Турецкий десант в Крыму 17 (28) июля — 24 июля (4 августа) 1774 — операция османских войск и флота в ходе русско-турецкой войны 1768—1774 годов.

## Положение в Крыму
Крымский полуостров был занят русскими войсками в 1771 году, а население объявлено находящимся под российским протекторатом. Османы, не желавшие терять свои позиции в Крыму, при тайной поддержке хана Сахиба II Герая инспирировали вооружённые выступления татар, которые были подавлены русскими войсками к началу 1774 года.
В 1774 году полуостров занимала 2-я армия генерал-аншефа князя Василия Долгорукова, расположившего части по правилам австрийской кордонной системы: в каждом более-менее важном населённом пункте, в особенности, на побережье, находился пост численностью от роты до батальона. Подобная система расположения была весьма уязвима, так как между Алуштой и Ялтой, и между Ялтой и Балаклавой не было ни одного промежуточного поста, и в случае высадки вражеского десанта небольшие русские отряды на побережье легко могли быть отрезаны неприятелем.
Порта, желая поддержать движение татар в Крыму, выслала к крымским берегам значительный флот, под начальством сераскира Гаджи-Али-Бея. Известие это воодушевило крымских татар несбыточными надеждами. Крымский хан Сахиб II Герай, полагая, что теперь наступило время действовать в пользу Турции, так как прибывший сильный флот с десантом мог дать перевес Порте в делах Крыма, выдал туркам состоявшего при нём русского резидента, статского советника П. П. Веселицкого, и содействовал десанту турецких войск на крымский берег у Алушты, произведённому 18 (29) июля.
Одновременно с этим с Кубани для вторжения в Крым, турками был направлен калга Шахбаз Герай с 20-ю тысячами татар и ногаев. Однако 3 апреля 1774 года на реке Калалы татары были разбиты русским отрядом, численностью 500 человек под командованием подполковника Бухвостова.
Измена Сахиб Герая в высшей степени возмутила Императрицу Екатерину. Поставив непременным условием переговоров о мире с Турцией освобождение Веселицкого, Императрица предписала князю Долгорукову употребить решительные военные меры к его освобождению.

## Турецкий десант. Взятие Алушты
16 июля сераскир Джаныклы Али-паша, стоявший с флотом у Керченского пролива, незаметно для русских снялся с якорей и направился вдоль побережья на запад.
17 июля турецкий десант высадился у селения Алушта, между Судаком и Ялтой. Алуштинский пост состоял из 150 егерей Московского легиона под командованием секунд-майора 3-го мушкетёрского батальона Николая Колычева. После шестичасового боя русский отряд был вынужден отдать позицию «многочисленному числу турков и татар» и отступить вглубь полуострова. Потеряв трёх человек убитыми и имея 19 раненых, отряд Колычева ушёл к Ангарскому перевалу в селение Янисаль.
Успех под Алуштой воодушевил крымских татар, поднявших открытое восстание против русских и присоединившихся к турецкому десанту. Во многих местах Крыма произошли вооружённые столкновения, что ещё более затруднило сосредоточение разбросанных кордоном русских войск, в результате чего русские смогли приступить к действиям только 24 июля.

## Взятие Ялты
19 июля деревня Ялта «со всех сторон сошедшими со флота турками и великим числом татар окружена и штурмована была». Подробного описания этого дела в военных архивах нет, но на основании строевых рапортов и служебных формуляров 2-й армии историку-архивисту Н. П. Поликарпову удалось, по поручению Журнала Императорского Русского военно-исторического общества восстановить примерный ход событий.
Ялтинский пост состоял из двух неполных рот Брянского мушкетёрского полка, части артиллерийской команды того же полка и 11 донских казаков, использовавшихся для разъездов. Начальником поста был премьер-майор Самуил Салтанов, георгиевский кавалер, офицеры: капитан Иван Михачевский, подпоручики Борис Берлизев и Михаил Ачкасов, прапорщик Пётр Батавин и лекарь Шульц.
Салтанов 18-го выступил на помощь Алуште, но, обнаружив высадку значительных сил противника (в заливе стояла часть турецкого флота из 40 кончебасов и 15 трёхмачтовых кораблей, обстреливавшая побережье) и узнав о захвате селения, приказал слабым постам в Ламбате и Партените покинуть позиции и отступать к Ялте, куда вернулся и сам, отразив турецкий десант у Партенита.
Подойдя к Ялте 19 июля, турецкий флот высадил крупный десант, к которому присоединились местные татары. Русский пост, несмотря на огромное численное превосходство неприятеля, отразил первый штурм, но затем Ялта была полностью окружена неприятелем, отрезавшим возможные пути для отступления. Салтанов послал за помощью подпрапорщика, а затем поодиночке ещё семь казаков, но все они были убиты.
Расстреляв боеприпасы, отряд решил произвести общую вылазку и пробиться из окружения штыками. После упорного боя 17 человек (капитан Михачевский, подпоручик Ачкасов, 8 унтер-офицеров, 3 канонира и 4 казака, все раненые) сумели прорваться и уйти. В Ялтинском бою погибли 205 человек: три офицера — Салтанов, Берлизев, Батавин, лекарь Шульц, 12 унтер-офицеров (сержант, 2 подпрапорщика, каптенармус, 2 фурьера, 6 капралов), 182 нижних чина — 2 ротных фельдшера, 168 мушкетёров, 13 канониров, 7 казаков. Пленных не было.
В рапорте князя Долгорукова, составленном 28 июля, после отражения турецкого десанта, приведена цифра в 197 погибших нижних чинов и казаков, 3 офицеров и лекаря. Согласно этому отчёту, команда Салтанова, «отверзши себе путь штыками», прибыла в Балаклаву в составе 150 человек с ранеными и четырьмя офицерами (вероятно, это были части эвакуированных по приказу Салтанова прибрежных постов).
В 1908 году генерал А. Л. Бертье-Делагард предложил установить памятный крест в честь подвига брянских мушкетёров, но эта инициатива не была реализована, и лишь 20 апреля 2016 в Ялте Крымским отделением Российского исторического общества была установлена мемориальная доска.

## Бой под Шумой
Русские войска в Крыму 22 июля (2 августа) выдвинулись к деревне Янисаль. Генерал Долгоруков отрядил 23 июля (3 августа) семь батальонов пехоты под начальством генерал-лейтенанта Мусина-Пушкина, которые двинулись против высадившихся у Алушты турецких войск. Долгоруков во главе с двумя батальонами пехоты и двумя конными полками остался прикрывать его тыл.
Высадив войска Гаджи-Али-Паша расположил их на левом господствующем берегу речки Алушты. Главный стан турецких войск находился в 7 верстах за рекою Алуштою в двух лагерях; передовые его войска стояли в двух устроенных полевых укреплениях: выше деревни Шумы; у деревни Демерджи по дороге из Симферополя в Алушту также стоял особый турецкий отряд. Каменистый берег моря позволил туркам укрепить каменными плитами вал воздвигнутых ими укреплений и значительно усилить средства обороны.
Приблизившись к Алуште, генерал Мусин-Пушкин осмотрел позицию неприятеля и, не найдя возможным обойти её при Шуме, где находились передовые укрепления, решился идти в открытую атаку 24 июля (4 августа). С этой целью он построил свою пехоту в 4 каре. Два из них, под начальством генерал-майора И. В. Якоби, были назначены для атаки левого, а другие два под своей личной командой, Валентин Платонович решил лично вести на правое передовое неприятельское укрепление. Бригада пехоты, образуя пятое каре под начальством генерал-майора Грущецкого, составляла резерв.
Прочно воздвигнутые укрепления позволили туркам долго выдерживать сильный огонь нашей артиллерии; но готовность русских войск идти на приступ — заставила турок очистить укрепления, чтобы не лишиться возможности отступления к Алуште. Якоби, начальствуя гренадерским каре Московского легиона, вёл с правой стороны атаку на неприятельский ретраншемент, стремительно напал и выбил неприятеля из окопов, причём овладел двумя орудиями. За этот подвиг Якоби 26 ноября 1775 года был награждён военным орденом Святого Георгия 3-го класса № 46

... Неприятель, пользуясь удобностью места и превосходством сил, защищался из ретраншементов с такой упорностью, что оба каре, подаваясь вперёд непроходимыми стезями, приобретали каждый шаг кровью... По приближении к обеим ретраншементам, генерал-поручик граф Мусин-Пушкин... приказал, приняв неприятеля в штыки, продраться в ретраншемент, что и было исполнено с левой стороны, где самое сильнейшее сопротивление было Московского легиона гренадерским батальоном под собственным приводством храброго господина генерал-майора и кавалера Якобия... В сём случае генерал-майор Якобий командовал и второю бригадою, в жесточайшем огне поступал с отменною неустрашимостью, получив контузию, застрелена под ним лошадь и близ него убиты собственные его два человека. — Реляция Генерала Князя Долгорукого из лагеря в Крыму, при урочище Сарбузды, от 28 июля 1774 года
Турецкий отряд, стоявший у деревни Демерджи, опасаясь быть отрезанным, поспешил отступить и, пользуясь лесистой местностью, успел присоединиться к главным силам турок.
Отряд графа Мусина-Пушкина преследовал неприятеля две версты. Но крутизна горы, на которую взошли наши войска при Шуме, до того утомила их, что нужно было остановиться для отдыха, имея при том в виду предстоящую атаку главной неприятельской позиции при Алуште.
Атака эта, однако, не была произведена, потому что вечером того же дня, было получено известие о заключении между Poссией и Портой Кючук-Кайнарджийского мира.

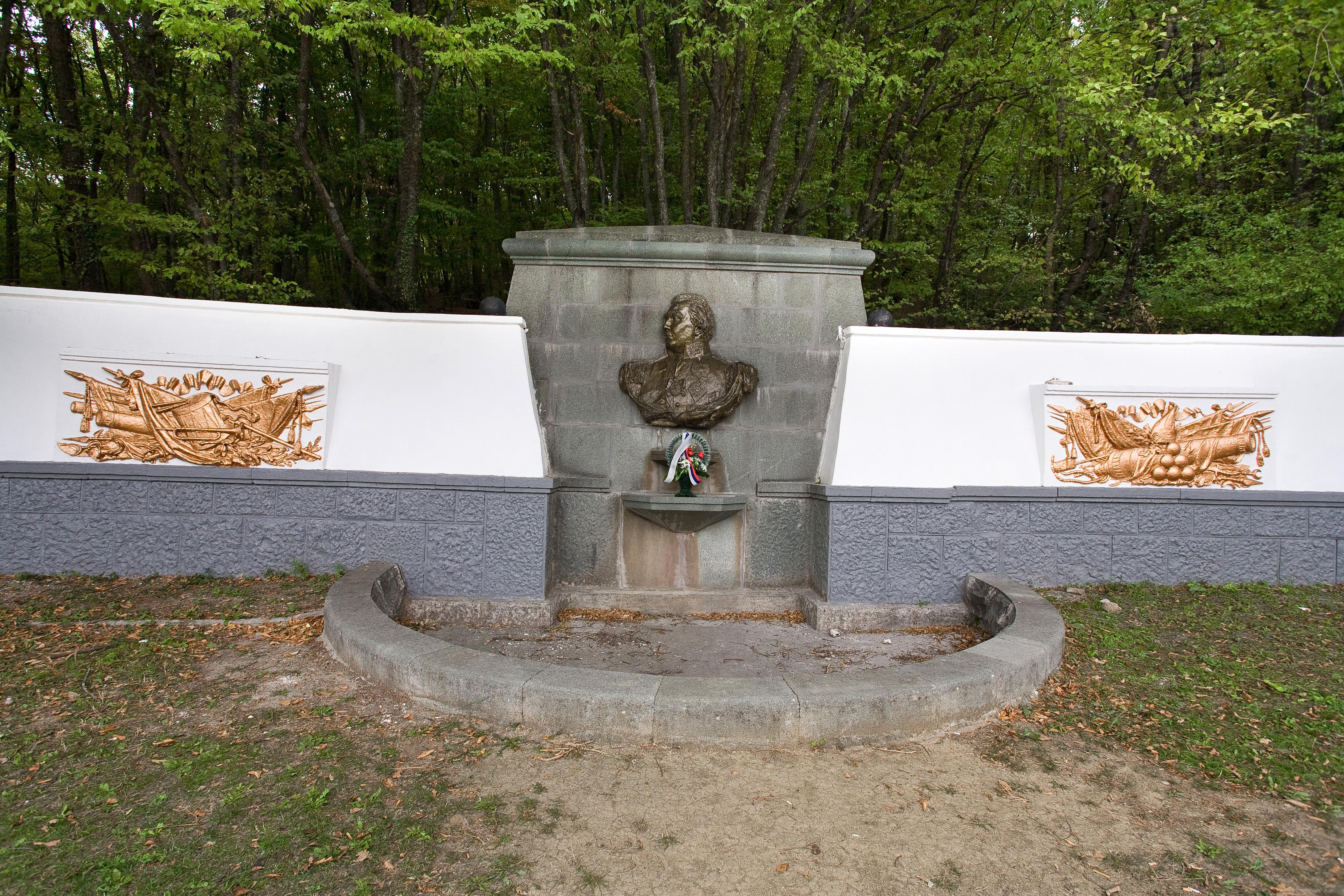
«Кутузовский фонтан». Мемориал на 35 км шоссе Симферополь-Алушта на предполагаемом месте ранения М. И. Кутузова.

В этом бою командир гренадерского батальона Московского легиона Михаил Илларионович Кутузов получил серьёзное ранение в голову. Главнокомандующий Крымской армией генерал-аншеф В. М. Долгоруков в своём докладе от 28 июля (8 августа) 1774 года Екатерине II о победе в той битве писал:

... Ранены: Московского легиона подполковник Голенищев-Кутузов, приведший гренадерский свой баталион, из новых и молодых людей состоящий, до такого совершенства, что в деле с неприятелем превосходил оный старых солдат. Сей штабофицер получил рану пулею, которая, ударивши между глазу и виска, вышла на пролёт в том же месте на другой стороне лица.
— Реляция Генерала Князя Долгорукого из лагеря в Крыму, при урочище Сарбузды, от 28 июля 1774 года
Так же В. М. Долгоруков-Крымский, в своём докладе, лично особо отметил генерала Грушецкого, в итогах сражений под Шумою:

...Господин же генерал-майор Грушицкий,
приближаясь с баталионом гренадер, и произведением жестокой канонады делая великий вред неприятию, способствовал войскам, ретраншемент атакующим, скорее оного достигнуть...
— Реляция Генерала Князя Долгорукого из лагеря в Крыму, при урочище Сарбузды, от 28 июля 1774 года

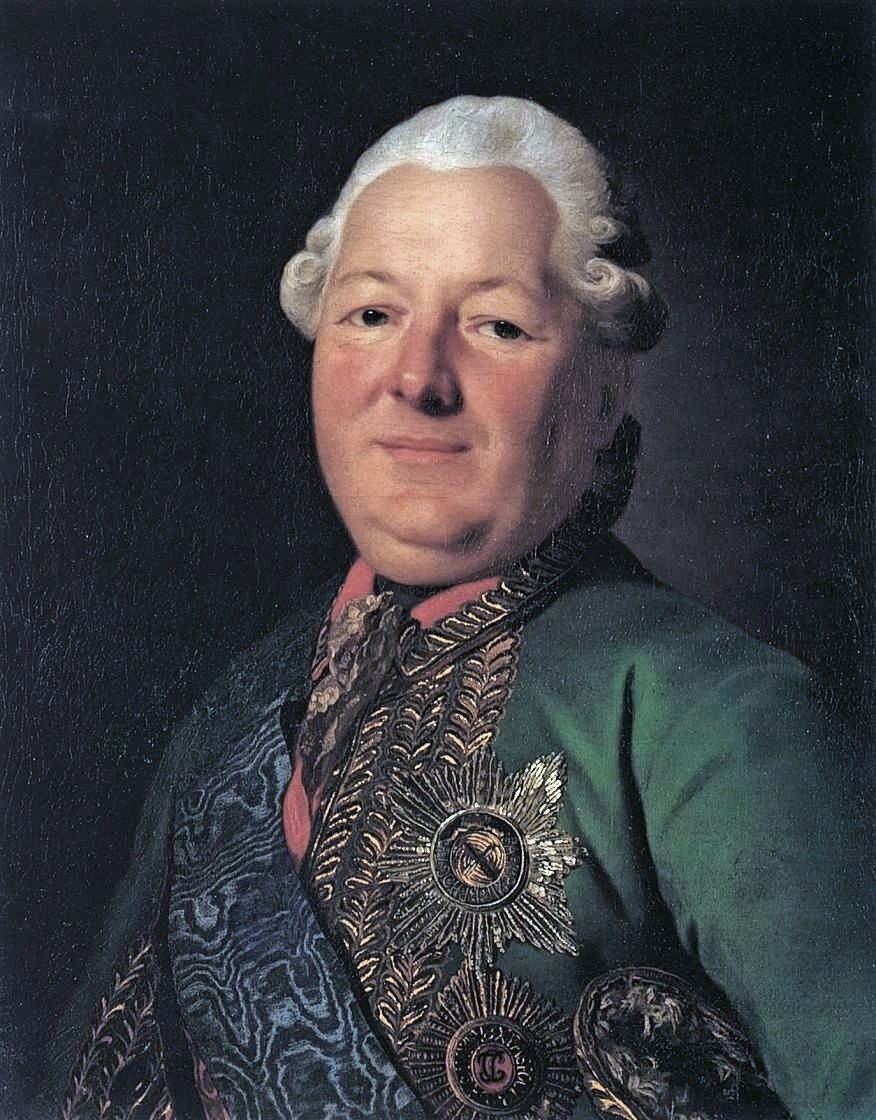
Командующий 2-й Крымской армией генерал-аншеф Василий Михайлович Долгоруков-Крымский
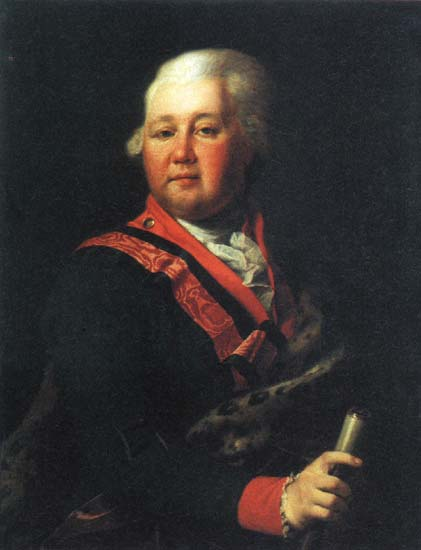
Валентин Платонович Мусин-Пушкин
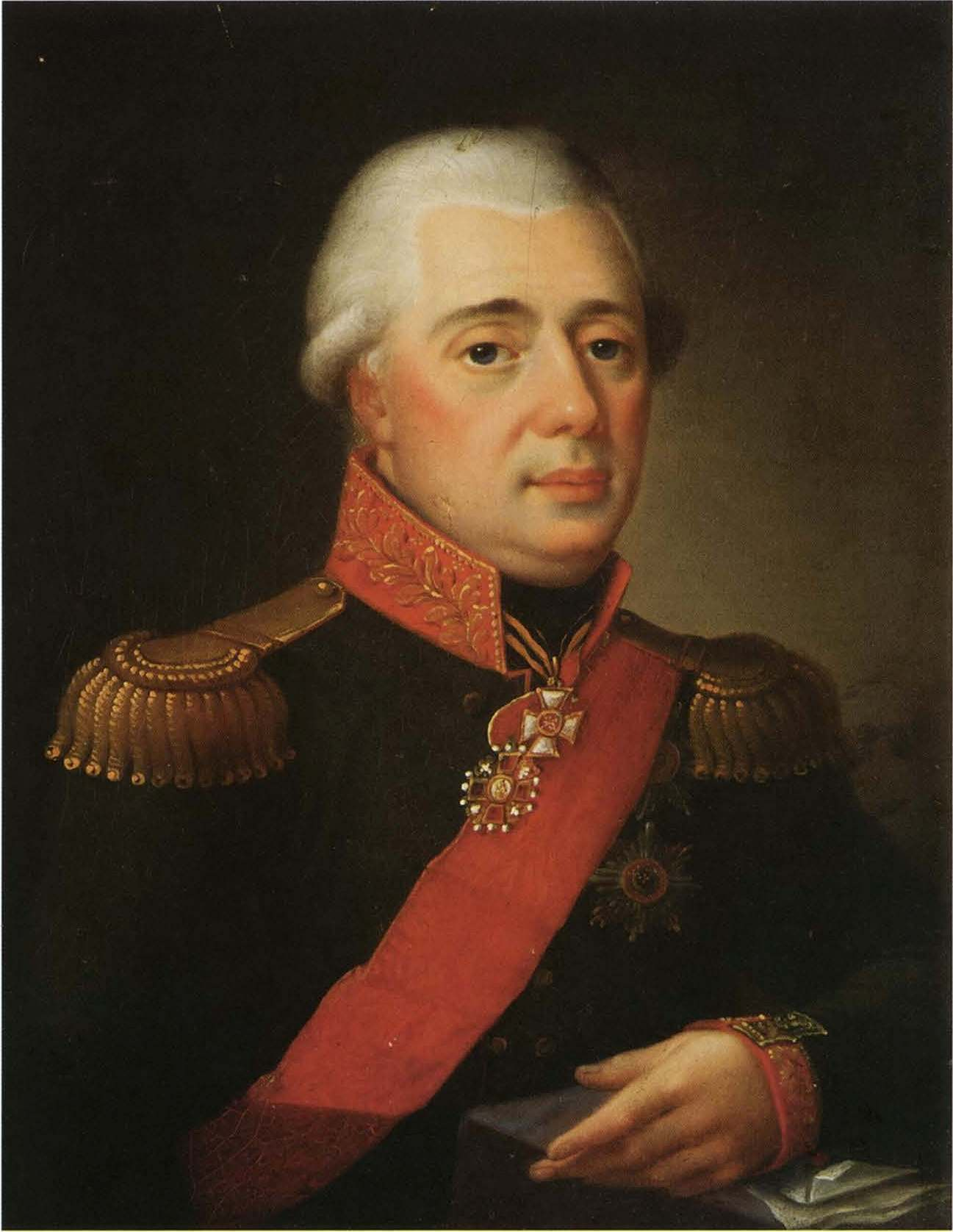
Иван Варфоломеевич Якоби
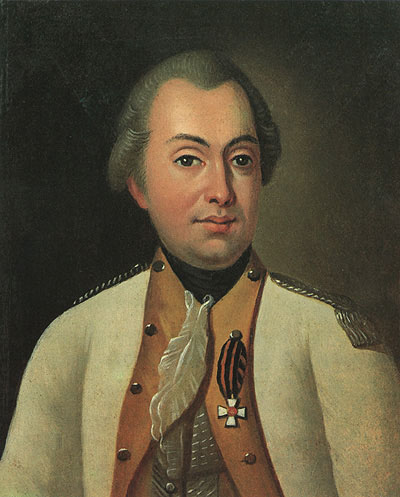
Портрет М. И. Кутузова в мундире полковника Луганского пикинёрного полка. Около 1777 г.